# Ján Novota
Ján Novota (Matúškovo, 29 novembre 1983) è un ex calciatore slovacco, di ruolo portiere.

## Nazionale
Viene convocato per gli Europei 2016 in Francia.